# Лайне (річка)
Лайне (нім. Leine) — річка в Тюрингії та Нижній Саксонії що в (Німеччині), ліва притока Аллера. Довжина річки близько 281 км. Площа басейну складає 6500 км². За даними станції в 30 км на північ від Ганновера середня річна витрата води становить близько 62 м³/с.
Лайне бере початок біля м. Ляйнефельде-Ворбіс, що в районі Айсфельд, на північному заході Тюрингії. Приблизно через 25 км річка перетинає кордон Тюрінгії та Нижньої Саксонії, напрямок течії змінюється із західного на північний, і зберігається до гирла.
Притоки: Іннерсте, Іме, Руме.
Важливими містами вздовж її течії є Геттінген, Айнбек, Альфельд і Гронау, перш ніж річка досягає Ганновера, найбільшого міста на її берегах. Нижче за течією приблизно в 40 км (25 миль) на північ від Ганновера, поблизу Швармштедта, річка впадає в Аллер і досягає Північного моря через Везер. Її північна (нижня) течія сьогодні є судноплавною лише для найменших комерційних перевізників, хоча в минулому річка служила важливою передзалізничною транспортною артерією барж аж до Геттінгена.
Річка дещо забруднена промисловістю, тому вода не використовується для пиття, але забруднення ніколи не було настільки сильним, щоб завадити в ньому жити рибам. Як і багато західних річок, починаючи з 1960-х років, після впровадження екологічного контролю, вода стає все чистішою. Спортивною риболовлею займаються з невеликих човнів і вздовж берегів, хоча улов зазвичай низький.
Серійний вбивця Фріц Гаарман утилізував більшість останків своїх жертв у річці Лейне.

## У художній літературі
У своєму бестселері 1986 року «Червоний шторм піднімається» автор Том Кленсі використовує назву річки «Лейне» як головну перешкоду на шляху Червоної Армії Радянського Союзу до Рейну та портів Північного моря в Нідерландах та Бельгії через Західну Німеччину. Насправді річка досить вузька на більшій частині довжини своєї течії. Таким чином, вона не могла би створити істотного бар'єру для наступаючої армії.